# St. Kathrein (Gemeinde Navis)
St. Kathrein ist ein Ort im Wipptal in Nordtirol, und Gemeindeteil von  Navis im Bezirk Innsbruck-Land, Bundesland Tirol.

## Geographie
Die Rotte liegt am Eingang des Navistals, oberhalb Statz bei Matrei am Brenner, um die 1108 m ü. A., links im Wipptal, rechts im Navistal, an der Talschulter Sonnseitenberg des Mislkopfs (2623 m ü. A.) der Tuxer Alpen.
Die taleinwärtigen Häuser des Orts heißen auch ortsüblich auch St. Kathrein-Aster.
Als einer der beiden Zählsprengel der Gemeinde umfasst St. Kathrein das äußere Navistal, wie auch die Gemeindegebiete im Wipptal, die sich noch bis an das Ufer der Sill zwischen Bahnhof Matrei und Mündung des Navisbachs erstrecken, das sind die Orte Mühlen, das Gewerbe- und Wohngebiet Partull an der Sill südlich Matrei (Ortsteil Außernavis), und Teile von Außerweg.
Nachbarorte
| Patull                                  | Außerweg                                    |         |
| Mühlen                                  | Kompassrose, die auf Nachbargemeinden zeigt | Hölltal |
| Tienzens (Ortsch., Gem. Steinach a. B.) |                                             |         |

## Sehenswürdigkeiten

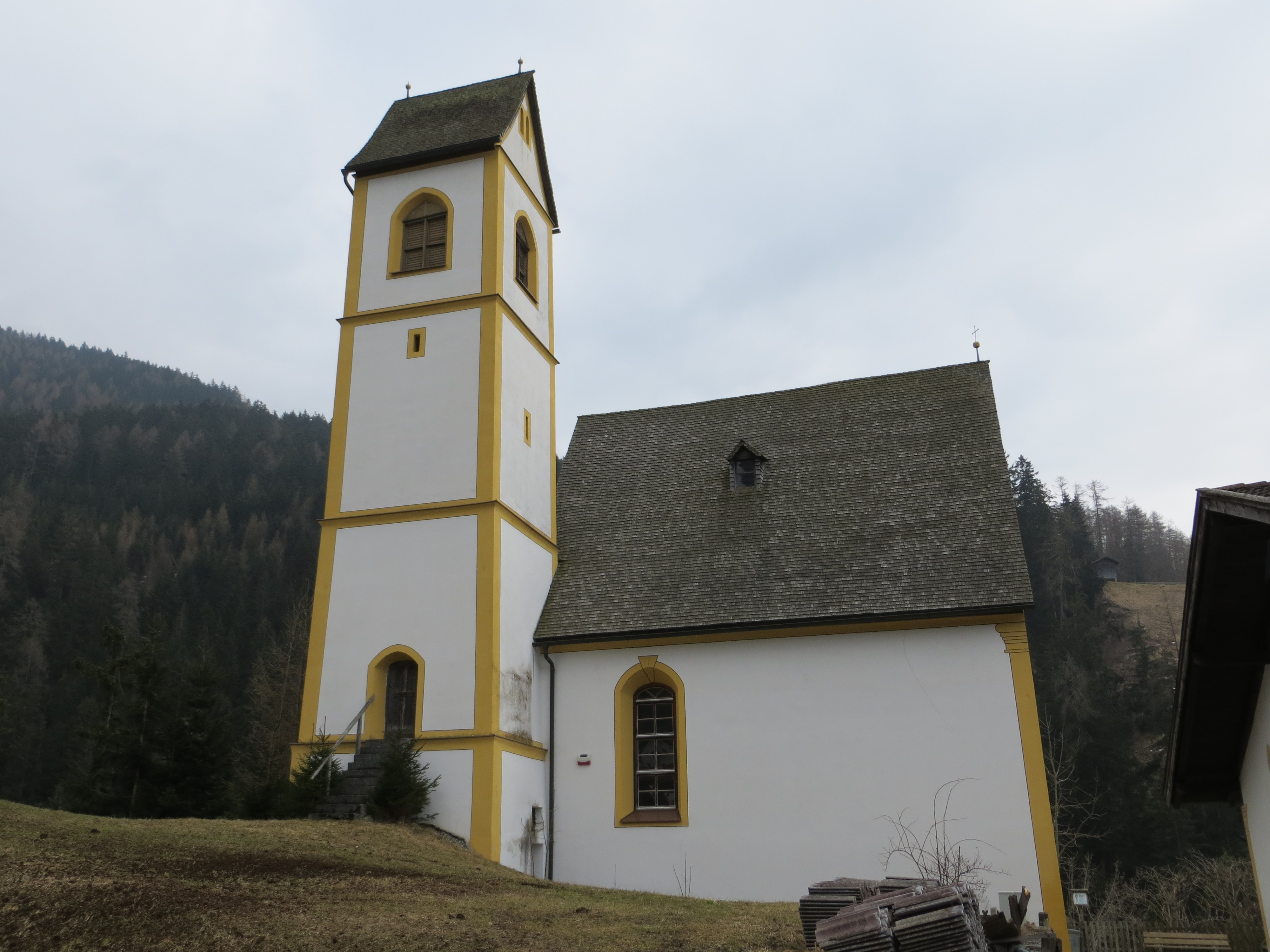
Filialkirche hl. Katharina

Im Ort liegt die Filialkirche Hl. Katharina (Listeneintrag), die dem Ort den Namen gab, angebaut an die ehemalige Burgkapelle Aufenstein (Listeneintrag), der letzte Rest einer abgekommenen Burg und Stammsitz der tirolischen Ministerialen von Aufenstein. Daneben das Mesnerhaus, ein alter Tirolerhof (Listeneintrag), alle unter Denkmalschutz.
Ebenfalls sehenswert ist der Kindergarten St. Kathrein an der Landesstraße, auch er denkmalgeschützt (Listeneintrag).